# Ширмер, Вильгельм
А́вгуст Вильге́льм Фердина́нд Ши́рмер (нем. August Wilhelm Ferdinand Schirmer; 6 мая 1802, Берлин — 8 июня 1866, Ньон) — немецкий живописец-пейзажист.

## Биография
В возрасте 15 лет поступил на Королевскую фарфоровую фабрику и, работая там, учился расписывать фарфор, но вместе с тем посещал академию художеств, в которой заинтересовался станковой пейзажной живописью. Оставив в 1823 году фабрику, совершил поездку на этюды в Тюрингию, а в 1827 году отправился в Италию, где на развитие его таланта оказали большое влияние Кох, Рейнхарт и Тёрнер. По возвращении в Берлин в 1831 году устроил там себе мастерскую, в 1835 году был признан действительным членом Берлинской академии художеств, в 1839 году поступил в неё преподавателем пейзжаной живописи и в 1843 году получил звание профессора.
Изображал преимущественно южную природу, стремясь производить поэтическое впечатление простотой и красотой линий, эффектностью освещения и приятностью тонов в передаче глубины и теплоты воздуха. Наиболее известные произведения Ширмера — три картины, написанные масляными красками: «Дом Торквато Тассо в Сорренто», «Вечер в парке виллы Боргезе» и «Морской берег близ Неаполя», находившиеся в Берлинской национальной галерее, и ряд идеалистических ландшафтов, исполненных восковыми красками на стенах египетского двора и греческой залы в берлинском Новом музее («Мемфисские пирамиды», «Храм Аполлона близ Фигалии», «Эгинский храм Афины» и другие).

## Галерея

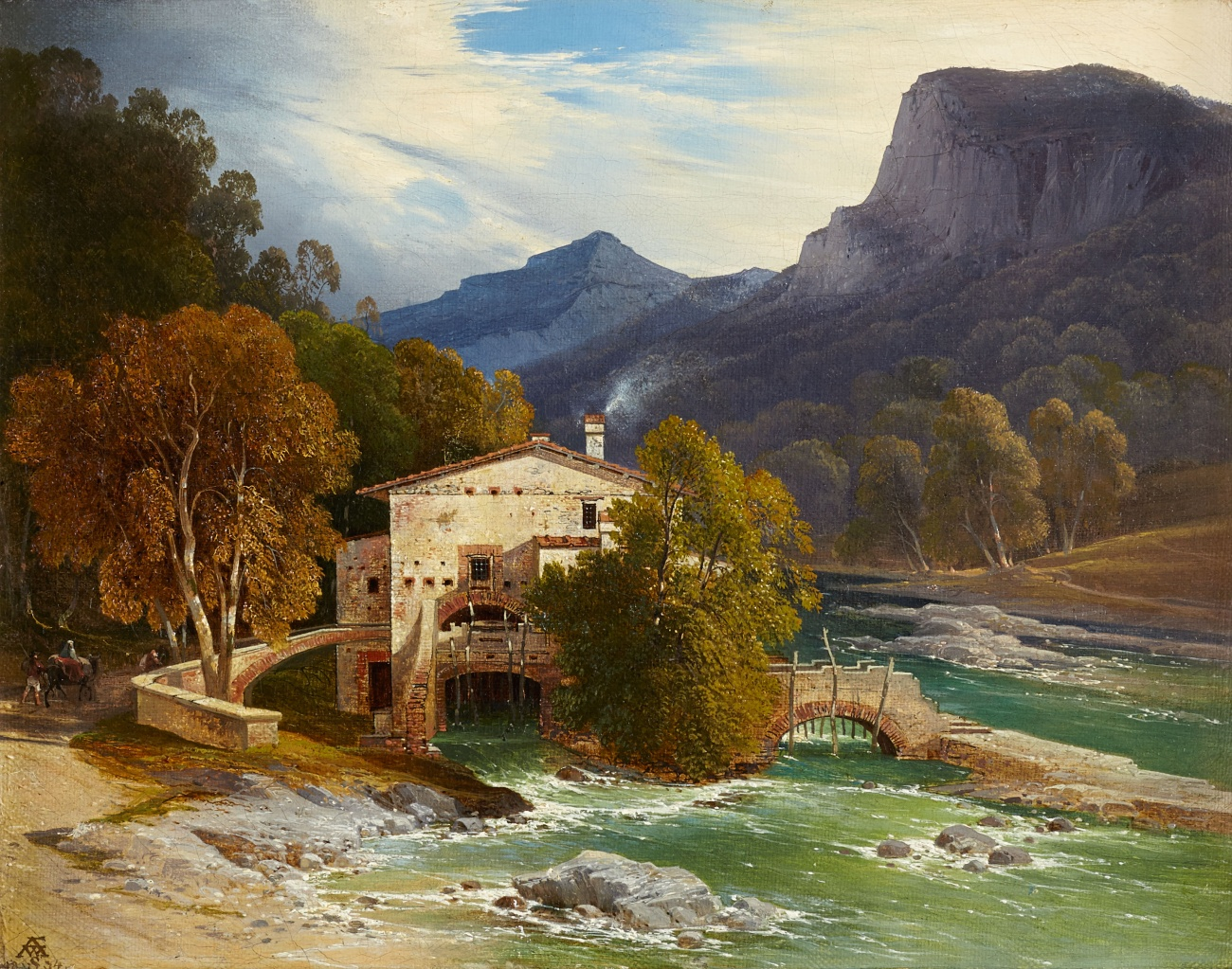
Южная долина с мельницей.
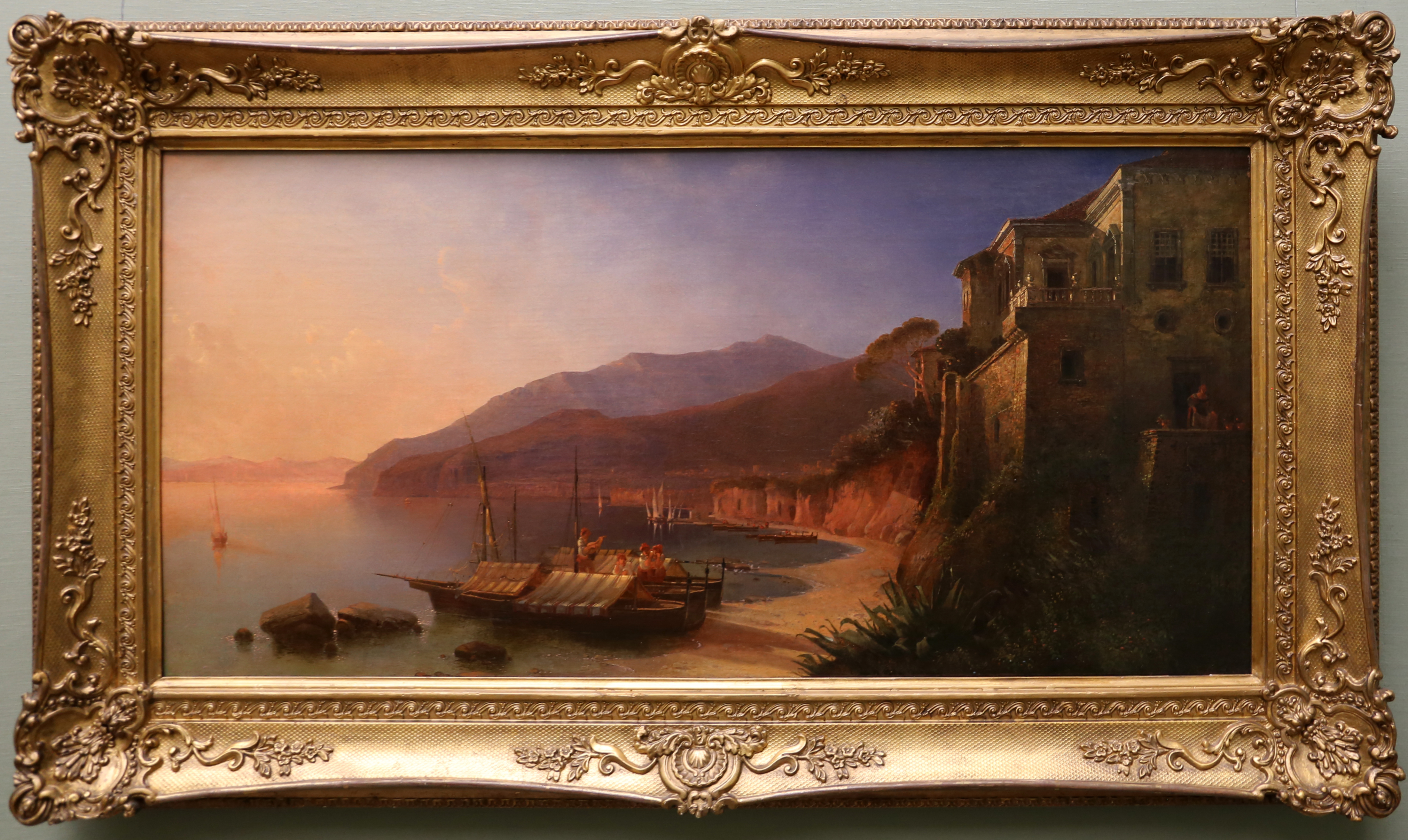
Дом Торквато Тассо в Сорренто. Старая национальная галерея, Берлин.
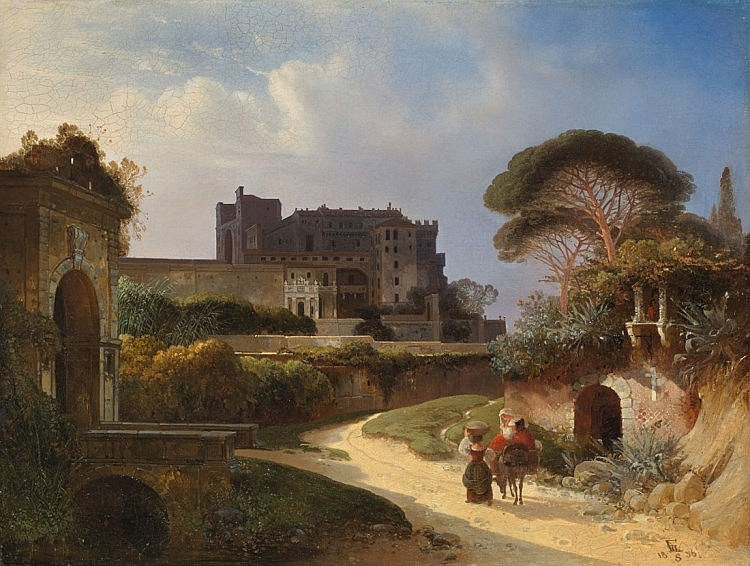
Ворота ангелов (англ.), Рим.
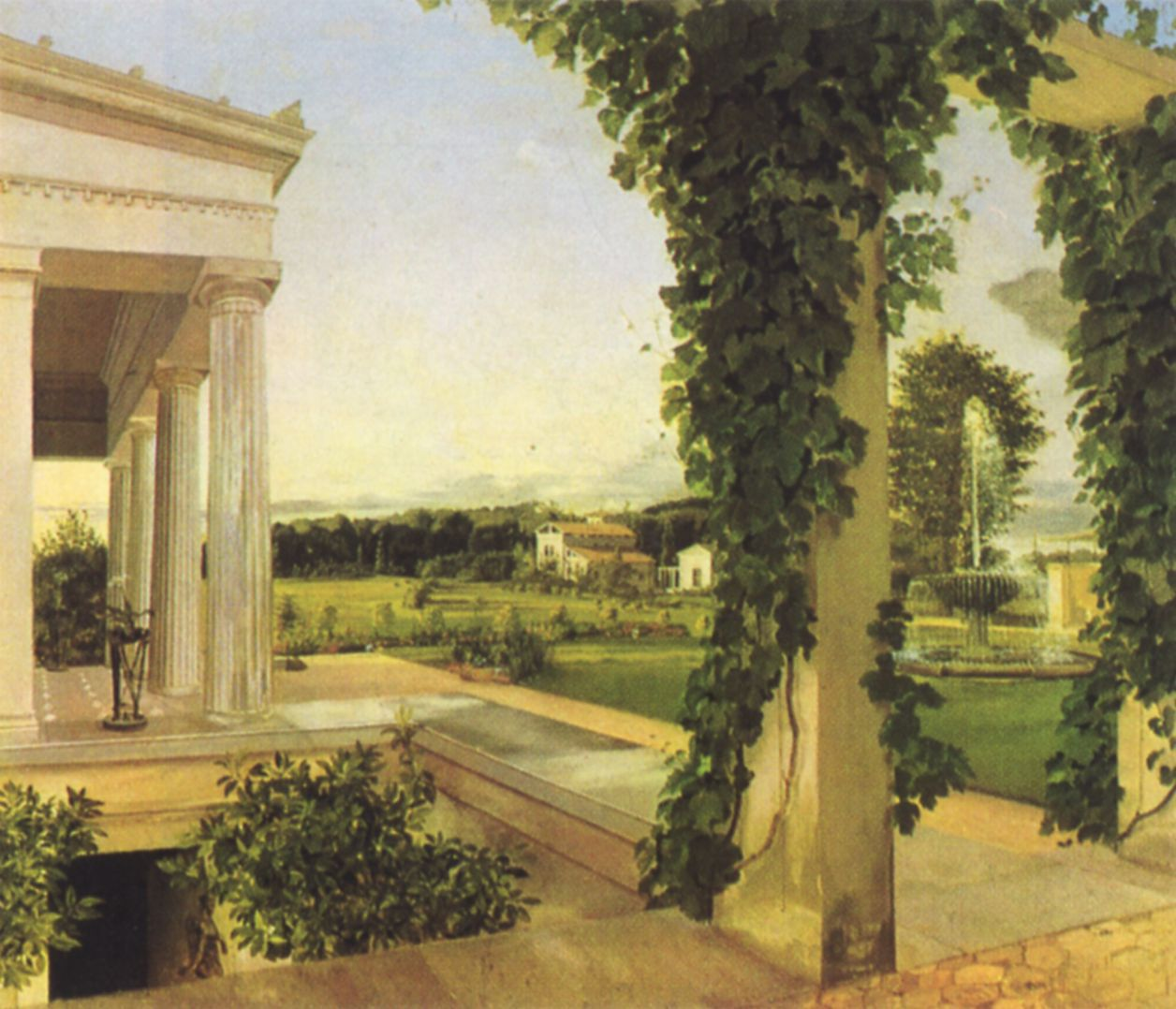
Потсдам. Римские купальни.